# Opet-ünnep
Az Opet-ünnep egy ókori egyiptomi ünnep volt, amelyet minden évben Thébában tartottak az újbirodalom ideje alatt és azt követően is. Az ünnep névadója Opet víziló-istennő volt, akit Théba környékén a termékenység megtestesítőjének tekintettek és felruházták Nut néhány tulajdonságával is. A későkorban Ozirisz anyjának tartották.